# Bolongaro
I Bolongaro sono una famiglia originaria di Stresa, divenuta ricca e potente nel XVIII secolo, tramite commerci ed attività manifatturiere svolte in paesi mitteleuropei come i Paesi Bassi e la Germania.
Tra gli edifici legati al loro nome:
- Palazzo Bolongaro a Stresa
- Palazzo Bolongaro a Höchst am Main

Tra i personaggi più noti della famiglia ricordiamo:
- Joseph Maria Marcus Bolongaro (1712-1779), fondatore della città nuova di Höchst am Main (Francoforte)
- Giacomo Filippo Bolongaro, che fece costruire il Palazzo Bolongaro di Stresa (1771)